# Eremophysa
Eremophysa là một chi bướm đêm thuộc họ Noctuidae.